# Durval Queiroz Neto
Durval Queiroz Neto (Cuiabá, 27 de agosto de 1992), também conhecido como Duzão, é um ex-jogador de futebol americano que atuou principalmente como offensive guard pelo Miami Dolphins na National Football League. 
É o primeiro atleta brasileiro a entrar na NFL vindo do Campeonato Brasileiro de Futebol Americano, todos os brasileiros que vieram antes dele tiveram formação na NCAA. 
Seu primeiro clube no futebol americano foi no Tangará Taurus-MT. Mas a carreira decolou rapidamente. Após dois anos, estava no Cuiabá Arsenal e em mais um ano foi para o Galo FA, chegou à Seleção Brasileira de Futebol Americano com a camisa de número 99 e depois foi para a NFL.

## Carreira

### Início
Começou no esporte pelo Tangará Taurus, em Tangará da Serra, em 2011, ainda sem equipamentos ou instruções. Uma pessoa o viu na rua, disse que a cidade tinha um time de futebol americano e que precisavam de uma pessoa do tamanho dele. Chegou para o primeiro treino de chinelo.
O instruíram a "parar o jogador com a bola nas mãos". Então, derrubou o adversário e se apaixonou pelo esporte. Dois anos depois, em 2015, o Cuiabá Arsenal, um dos times mais conhecidos do futebol americano no Brasil, convidou Duzão e seu irmão, Eugênio Carlos Queiroz Júnior, para treinarem com eles.
Durval e Juninho iam de Tangará para Cuiabá todo final de semana, cerca de 500 km de viagem, até que seus pais os forçaram a transferir a faculdade para Cuiabá e se mudarem para a capital. Em 2016, foi campeão mato-grossense com o Cuiabá Arsenal. Em 2017, conseguiu sua primeira convocação para a Seleção Brasileira de Futebol Americano, conhecido também como Brasil Onças. No final do ano, foi premiado como melhor DT do Brasil.
Em agosto de 2018, assinou com o Galo FA e foi campeão brasileiro em 2018. No final do ano, foi anunciado que representaria o Brasil no NFL Undiscovered 2019. 

### NFL
Entrou na NFL pelo programa International Player Pathway Program que dá oportunidade a 7 jogadores estrangeiros de disputarem 4 vagas na liga. Estrelou o programa de TV NFL Undiscovered, transmitido pelo canal oficial da NFL Network. 
Trocou a carreira nas fazendas da família pelo sonho de jogar na NFL com a ajuda de seu agente, o americano Kenneth "KJ" Joshen Jr. Se mudou para os Estados Unidos e fez cursos dedicados ao futebol americano. 
Impressionou a liga com seus números nos drills, exercicios específicos, dignos dos atletas mais bem cotados vindos das universidades para o draft. Assinou, em 2019, por 3 anos com o Miami Dolphins e tenta uma vaga para o time titular de 2019.
Em 30 de julho de 2019, durante o training camp, seguindo o conselho do coaching staff do Miami Dolphins, Duzão trocou sua posição de DT da linha defensiva para G (guard) da Linha Ofensiva.
Enfrentou alguns problemas durante o período na NFL, como troca de posição no primeiro ano, pandemia no segundo ano e lesão em sua terceira temporada no clube.

### Saída da NFL e retorno ao Brasil
O atleta foi dispensado do Dolphins em maio de 2022 e logo foi confirmado o seu retorno ao Galo FA (Atlético-MG de Futebol Americano). O jogador ficou pouco tempo no clube mineiro, pois a ideia era mais agregar experiência do que jogar. Está aposentado desde dezembro de 2022.

## Vida pessoal
Duzão nasceu em Cuiabá, no estado do Mato Grosso, mas foi criado em Diamantino. Foi praticante de judô dos 4 aos 19 anos e chegou até a ganhar 10 medalhas de campeão brasileiro dois sul-americanos. O ex-jogador pratica a modalidade até hoje e é faixa preta. 
Já no início da fase adulta, foi para Tangará da Serra para estudar agronomia, mas incluiu o futebol americano quase informalmente, jogando nos finais de semana, sem equipamento e com pouco conhecimento das regras. Começou atuando pelo Tangará Taurus. 
Fez curso de técnico agrícola e depois se formou em Engenharia Agronômica. Teve a oportunidade de terminar o ensino médio nos Estados Unidos,  
Católico fervoroso e criado em fazendo, Durval Queiroz desde pequenos monta cavalos e cuida de gado. Nas eleições de 2018, entrou em polêmica com alguns fãs apenas por declarar apoio ao então presidente Jair Bolsonaro à reeleição. 
Em entrevista em 2023, declarou que tem o sonho de formar uma família - casar e ter filhos - e comprar um avião pequeno, pois era seu sonho de infância saber pilotar. 

## Títulos
2016 – Campeonato Mato-Grossense – Cuiabá Arsenal
2017 – Melhor Defensive tackles (DT) do Brasil - Cuiabá Arsenal

2018 – Campeão Brasileiro - Galo FA